# كيفن بارنز
كيفن بارنز (بالإنجليزية: Kevin Barnes)‏ (12 سبتمبر 1975 في المملكة المتحدة - ) هو لاعب كرة قدم بريطاني في مركز الهجوم. لعب مع نادي بلاكبول وكندل تاون ‏ وLancaster City F.C. ‏ وفليتوود تاون.

## وصلات خارجية
- كيفن بارنز على موقع Soccerbase.com (لاعب) (الإنجليزية)